# Stade de Hienghène
Stade de Hienghène – stadion piłkarski w Hienghène, w Nowej Kaledonii. Moe pomieścić 1000 widzów. Swoje spotkania rozgrywają na nim piłkarze klubu Hienghène Sports.